# Dizolvare
Dizolvarea este fenomenul de răspândire a particulelor unor substanțe (lichide, solide, gazoase) printre particulele altor substanțe, numite solvenți și rezultând din acest proces o soluție. Substanța dizolvată, în cazul substanțelor solide, are structura sa cristalină dezintegrată în formă de  ioni separați, atomi separați și  molecule separate. Pentru lichide și gaze, moleculele trebuie să fie adaptabile cu cele ale solventului pentru a putea forma împreună o soluție. Rezultatul procesului de dizolvare (cantitatea dizolvată la echilibru, și deci solubilitatea) este guvernată de energiile termodinamice implicate, cum ar fi căldura soluției și entropia soluției, dar nu și dizolvarea în sine (un proces cinetic). În general, energia liberă trebuie să fie negativă pentru ca să apară o dizolvare netă. La rândul său, aceste energii sunt controlate de modul în care diferitele tipuri de legături chimice interacționează cu ele în solvent. Soluții solide apar în aliaje metalice, iar formarea și descrierea lor este reglementată de diagrama de fază respectivă.